# Shape of Despair
Shape of Despair er et funeral doom metal band fra Finland der blev dannet i 1995 under navnet Raven. De skiftede deres navn til Shape of Despair i september 1998. Deres musik er beskrevet som langsomt, atmosfærisk og koldt.
Deres seneste studiealbum, Monotony Fields, udkom den 15. juni 2015 på pladeselskabet Season of Mist.
Deres første demo, Alone In The Mist fra 1998 blev først udgivet i 2016.

## Diskografi

### Album
- Shades of... (2000 - Spikefarm Records, genudgivet i 2006 af Season of Mist)
- Angels of Distress (September 25, 2001 - Spikefarm Records, Relapse Records)
- Illusion's Play (September 27, 2004 - Spikefarm Records, genudgivet i 2005 af Season of Mist)
- Monotony Fields (June 15, 2015 - Season of Mist)
- Alone in the Mist (December 9, 2016 - Season of Mist)

### EP'er
- Written in My Scars (October 31, 2010 - Solarfall Records)
- Shape of Despair / Before the Rain (June 30, 2011 - Avantgarde Music)

### Opsamlingsalbum
- Shape of Despair (August 3, 2005 - Spikefarm Records, Reissued in 2006 by Season of Mist)

### Demo'er
- Rehearsal I (1995, som Raven, instrumentaldemo med 2 sange)
- Rehearsal II (1995, som Raven, instrumentaldemo med 5 sange)
- Alone In The Mist (indspillet i 1998 som Raven, men aldrig officielt udgivet som Raven. Udgivet i 2016 Season of Mist titlen Shape Of Despair)
- Promo 1998 (1998, som Raven)